# Cantereller
Un cantereller o cantirer era un menestral que tenia l'ofici de fer càntirs i vendre'ls. A Lleida era un ofici sobretot en mans de membres de la comunitat musulmana. Altres menestrals que treballaven la terrissa eren els ollers, els rajolers, etc., especialitzats a fer olles o rajoles.